# Tastungen
Tastungen ist eine Gemeinde in der Verwaltungsgemeinschaft Lindenberg/Eichsfeld im thüringischen Landkreis Eichsfeld.

## Lage

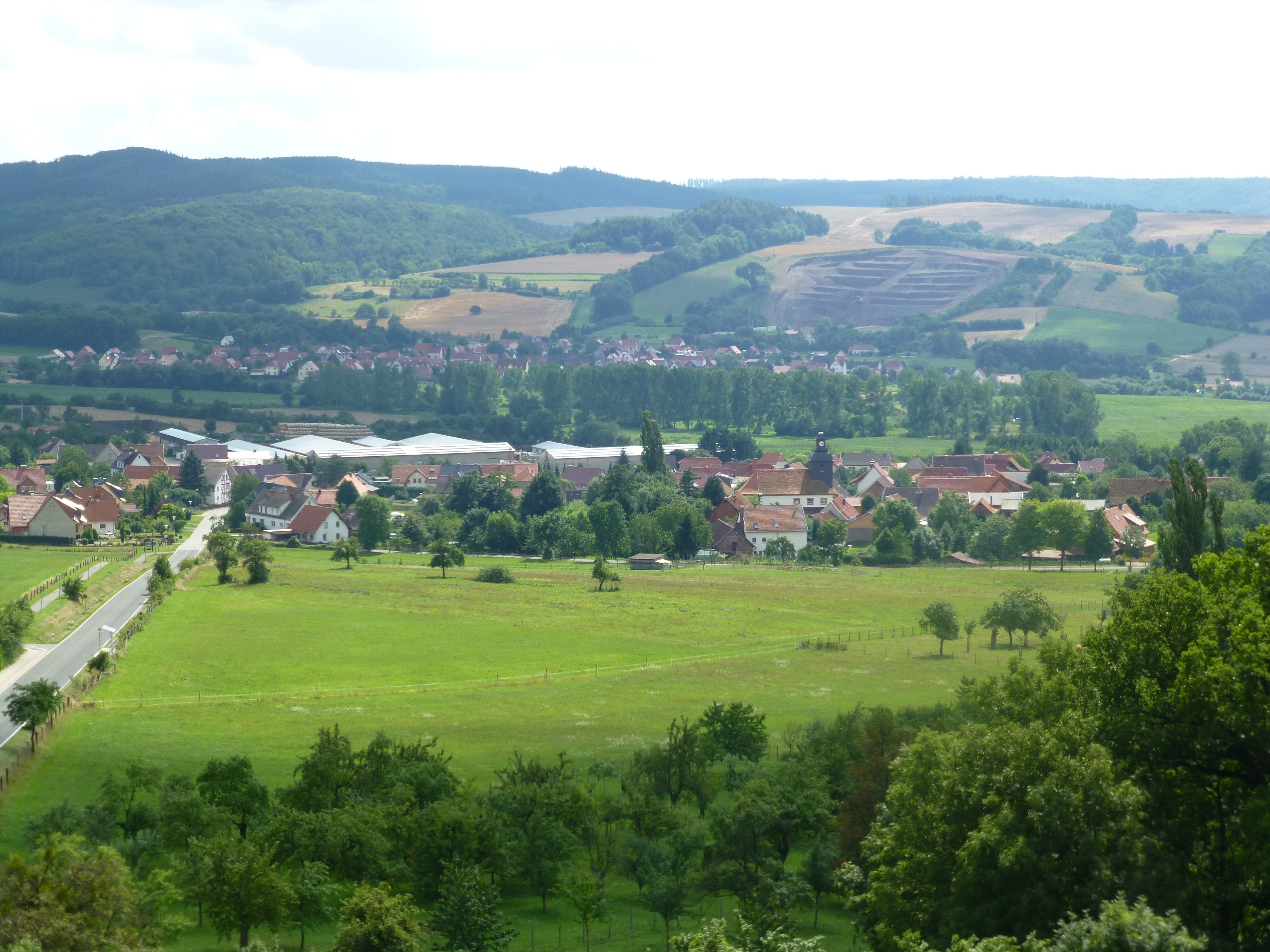
Blick von der Wehnder Warte auf Tastungen (dahinter liegt Ferna)

Tastungen befindet sich ungefähr sechs Kilometer nordwestlich von Worbis und 14 Kilometer nordöstlich von Heilbad Heiligenstadt am nordwestlichen Fuße des Ohmgebirges. Der Ort liegt an der Landesstraße 2017, die südlich vom Ort Anschluss an die Bundesstraße 247 hat und nach dem nördlichen Duderstadt führt.
Die Gemarkung reicht vom Hahletal bis zum Trogberg (502,9 m), dem nordwestlichen Pfeiler des Ohmgebirges. Westlich befindet sich der Stausee Glockengraben.
Nachbarorte sind Wehnde im Norden, Ferna im Süden und Teistungen im Westen.

## Geschichte
Tastungen wurde 1090 erstmals urkundlich erwähnt. Die Ritter von Tastungen hatten einen befestigten Herrensitz, den sie später als Schloss umbauten. Schloss und Reste der Wehranlagen sind auf einem Bild im Bodensteinschen Lagerbuch verewigt.
Während des Dreißigjährigen Krieges wurde Tastungen 1623 völlig zerstört. Die St.-Gallus-Kirche wurde in den Jahren 1725 bis 1727 errichtet. Landesherr war bis 1802 Kurmainz, Kirchen-, Grund- und Gerichtsherr die Familie von Wintzingerode. 1802 bis 1807 wurde der Ort preußisch und kam dann zum Königreich Westphalen. 1815 bis 1944 war er Teil der preußischen Provinz Sachsen. 1945 bis 1949 war der am 10. April 1945 von der US Army besetzte Ort Teil der sowjetischen Besatzungszone und ab 1949 Teil der DDR. Von 1961 bis zur Wende und Wiedervereinigung 1989/1990 wurde Tastungen von der Sperrung der nahen innerdeutschen Grenze beeinträchtigt. Seit 1990 gehört der Ort zum wieder gegründeten Bundesland Thüringen.

### Wappen
Das Wappen der Gemeinde Tastungen zeigt in Gold eine grüne Linde aus einer Mauer wachsen; diese soll auf die ummauerte Dorflinde von Tastungen hindeuten. Der Baum ist mit einem silbernen Schild, darin ein schräger Feuerhaken, belegt, welches für das Adelsgeschlecht derer „von Wintzingerode“ steht. Dieses Geschlecht hatte Besitztümer im Ort und die Geschichte von Tastungen wesentlich mitgeprägt.

### Einwohnerentwicklung
Entwicklung der Einwohnerzahl (31. Dezember):
| - 1994: 287 - 1995: 285 - 1996: 275 - 1997: 284 - 1998: 286 - 1999: 290 | - 2000: 291 - 2001: 279 - 2002: 280 - 2003: 281 - 2004: 279 - 2005: 272 | - 2006: 270 - 2007: 267 - 2008: 268 - 2009: 264 - 2010: 269 - 2011: 255 | - 2012: 253 - 2013: 245 - 2014: 243 - 2015: 237 - 2016: 231 - 2017: 226 | - 2018: 216 - 2019: 221 - 2020: 241 - 2021: 252 - 2022: 258 |

Datenquelle: Thüringer Landesamt für Statistik

## Politik

### Gemeinderat
Der Gemeinderat von Tastungen setzt sich aus sechs Gemeinderatsmitgliedern zusammen.(Stand: Kommunalwahl am 26. Mai 2024)

### Bürgermeister
Mario Nolte wurde 2009 zum Bürgermeister gewählt und 2015 sowie 2021 wiedergewählt.
Gemeinderat von Tastungen ab 2009 (alles parteilose Abgeordnete):
- Bürgermeister: Mario Nolte
- Stellvertretender Bürgermeister: Harald Hesse
- Ratsmitglieder: Jens Klaus, Jan Wolf, Mario Urban, Olaf Liebscher, Karsten Roth[6]

Gemeinderat von Tastungen ab 2014:
- Mario Nolte (Bürgermeister)
- Harald Hesse (1. Beigeordneter)
- Jan Wolf
- Jens Klaus
- Tom Teichert
- Frank Schafberg
- Mario Bauer

Gemeinderat von Tastungen ab 2019:
- Mario Nolte (Bürgermeister)
- Jan Wolf (1. Beigeordneter)
- Sven Hesse
- Jens Klaus
- Holger Maulhardt
- Heiko Zink
- Mario Bauer

Gemeinderat von Tastungen ab 2024:
- Mario Nolte (Bürgermeister)
- Holger Maulhardt (Freie Wähler, 1. Beigeordneter)
- Sven Hesse (Freie Wähler)
- Oliver Böhning (Freie Wähler)
- Martin Hentrich (Freie Wähler)
- Ronny Dornieden (Freie Wähler)
- Pierre Teichert (Freie Wähler)

## Kultur und Sehenswürdigkeiten
- Evangelische Sankt-Gallus-Kirche
- Dorfanger mit 350 Jahre alter Linde (siehe Wappen)
- Wehnder Warte
- Tastungen besitzt eine 700–750 Jahre alte Eibe,[10] die wahrscheinlich die älteste in Thüringen ist.

## Söhne und Töchter der Gemeinde
- Ernst August von Wintzingerode (1747–1806), königlich-preußischer Generalleutnant und Kommandant der Garde du Corps
- Hans-Oskar Schützenmeister (* 1929), Jurist und Hochschullehrer